# Prosorhochmus chafarinensis
Prosorhochmus chafarinensis är en djurart som tillhör fylumet slemmaskar, och som beskrevs av Frutos, Montalvo och Junoy 1998. Prosorhochmus chafarinensis ingår i släktet Prosorhochmus och familjen Prosorhochmidae. Inga underarter finns listade i Catalogue of Life.